# Hamilton (Ohio)
Hamilton ist eine City im Butler County, Südwestohio, Vereinigte Staaten. Im Jahr 2020 hatte Hamilton 63.399 Einwohner. Die Stadt ist County Seat des Butler County und liegt in der Nähe der Metropolgebiete Cincinnati und Dayton. Der Bürgermeister der Stadt ist Pat Moeller. Der größte Teil der Stadt gehört zum Schulbezirk von Hamilton City.

## Geographie
Nach den Angaben des United States Census Bureaus hat die Stadt eine Fläche von 57,3 km², wovon 56,0 km² auf Land und 1,2 km² (= 2,13 %) auf Gewässer entfallen.

## Geschichte
Hamilton wurde 1794 ursprünglich als Fairfield gegründet und übernahm dann den Namen von Fort Hamilton, das von General Arthur St. Clair gegründet und nach dem US-Finanzminister Alexander Hamilton benannt worden war. Die Generäle St. Clair und Richard Butler, der dem Butler County den Namen gab, brachen 1791 von hier aus auf, um gegen die Indianer zu kämpfen. Butler wurde bei diesem Feldzug getötet.
1810 wurde Hamilton erstmals durch die Ohio General Assembly als Town inkorporiert, verlor den Status aber 1815, weil die Stadt keine Wahlen abgehalten hatte. Gemeinsam mit Rossville am anderen Ufer des Great Miami Rivers wurde sie 1827 in der St. Clair Township erneut inkorporiert. Beide Orte trennten ihre Zusammengehörigkeit, wurden aber 1854 wieder vereinigt und 1857 als City inkorporiert. Am 14. März 1867 zog sich Hamilton aus den Townships Fairfield und St. Clair zurück, um eine eigene Township zu bilden.
In Hamilton befindet sich das 1866 errichtete Dixon-Globe Opera House-Robinson-Schwenn Building. Das zwischen 1885 und 1889 errichtete County Courthouse wurde wegen seiner Architektur in das National Register of Historic Places eingetragen; die Stadt verfügt über drei historische Distrikte mit Gebäuden aus der Zeit um 1900. Wie auch Cincinnati wurde Hamiltons Kultur und Architektur durch zahlreiche deutschstämmige Einwanderer geprägt.
Die Papierindustrie, Eisenwerke und andere Produktionsbetriebe gediehen in Hamilton während der ersten Hälfte des 20. Jahrhunderts, hauptsächlich durch die Verfügbarkeit von gut ausgebildeten Arbeitern und einer günstigen Wasserversorgung. Der Great Miami River und der Miami and Erie Canal boten der Industrie den Transportweg für Material und Produkte, stellten jedoch ein Risiko für die Stadt dar; bei der Great Dayton Flood von 1913 gehörte Hamilton zu den am stärksten betroffenen Städten in Ohio.
In den 1920er Jahren hatten einige Verbrecher aus Chicago Zweitwohnungen in Hamilton – der Besuch von John Dillinger in der Stadt ist nachgewiesen –; so erwarb sich der Ort den Spitznamen „Little Chicago“. Einige davon haben offenbar in der Stadt investiert, da sich ein Viertel mit einem florierenden Angebot von Glücksspiel und Prostitution entwickelte, unter denen „Madame Freeze's“ und die Bordelle an der Wood Street (der heutigen Pershing Avenue) berüchtigt waren. Während des Zweiten Weltkriegs wurde die Stadt deswegen zur Sperrzone für Militärangehörige. Fabriken in Hamilton produzierten Ausrüstung für die Streitkräfte, Panzertürme, Maschinen für Liberty-Frachter und Unterseeboote sowie Metall-Stanzteile.
Als in den 1950er Jahren der neue Interstate 75 gebaut wurde, folgt die Trasse dem Miami and Erie Canal und umging die Stadt. Bis 1999, als der Butler County Veterans Highway gebaut wurde, war Hamilton die zweitgrößte Stadt in den Vereinigten Staaten ohne direkten Anschluss an das Interstatesystem.

## Demographie
Nach der Volkszählung im Jahr 2000 lebten in Hamilton 60.690 Personen. Die Bevölkerungsdichte betrug 1084,3 Personen pro km². Es gab 25.913 Wohneinheiten, durchschnittlich 463,0 pro km². Die Bevölkerung Hamiltons bestand zu 88,94 % aus Weißen, 7,55 % Schwarzen oder African American, 0,29 % Native American, 0,45 % Asian, 0,04 % Pacific Islander, 1,46 % gaben an, anderen Rassen anzugehören und 1,28 % nannten zwei oder mehr Rassen. 2,58 % der Bevölkerung erklärten, Hispanos oder Latinos jeglicher Rasse zu sein.
Die Bewohner Hamiltons verteilten sich auf 24.188 Haushalte, von denen in 31,5 % Kinder unter 18 Jahren lebten. 45,5 % der Haushalte stellten Verheiratete, 15,3 % hatten einen weiblichen Haushaltsvorstand ohne Ehemann und 34,4 % bildeten keine Familien. 29,3 % der Haushalte bestanden aus Einzelpersonen und in 11,7 % aller Haushalte lebte jemand im Alter von 65 Jahren oder mehr alleine. Die durchschnittliche Haushaltsgröße betrug 2,45 und die durchschnittliche Familiengröße 3,02 Personen.
Die Bevölkerung verteilte sich auf 25,8 % Minderjährige, 9,8 % 18–24-Jährige, 29,9 % 25–44-Jährige, 20,2 % 45–64-Jährige und 14,3 % im Alter von 65 Jahren oder mehr. Das Durchschnittsalter betrug 35 Jahre. Auf jeweils 100 Frauen entfielen 92,6 Männer. Bei den über 18-Jährigen entfielen auf 100 Frauen 89,1 Männer.
Das mittlere Haushaltseinkommen in Hamilton betrug 35.365 USD und das mittlere Familieneinkommen erreichte die Höhe von 41.936 US-Dollar. Das Durchschnittseinkommen der Männer betrug 32.646 US-Dollar, gegenüber 23.850 US-Dollar bei den Frauen. Das Pro-Kopf-Einkommen belief sich auf 17.493 US-Dollar. 13,4 % der Bevölkerung und 10,6 % der Familien hatten ein Einkommen unterhalb der Armutsgrenze, davon waren 18,1 % der Minderjährigen und 9,8 % der Altersgruppe 65 Jahre und mehr betroffen.

## Söhne und Töchter der Stadt
- Brent Barnaky (* 1975), Basketballschiedsrichter
- Raymond L. Bisplinghoff (1917–1985), Flugzeugingenieur
- Emery Blades (1928–2024), Rockabilly-Musiker
- Thomas Sebastian Byrne (1841–1923), römisch-katholischer Bischof von Nashville
- Jim Holstein (1930–2007), Basketballspieler der NBA
- Jack D. Hunter (1921–2009), Autor
- Fannie Hurst (1889–1968), Schriftstellerin und Journalistin
- Eric Lange (* 1973), Schauspieler
- Min Leibrook (1903–1943), Jazzmusiker
- Robert McCloskey (1914–2003), Schriftsteller
- Eugene Millikin (1891–1958), US-Senator
- Steve Morse (* 1954), Musiker und Mitbegründer der Fusionband Dixie Dregs, Gitarrist bei Deep Purple
- Leonard Nitz (* 1956), Bahnradsportler
- Walter E. Powell (1931–2020), Politiker
- Friedrich Schmidt (1874–1943), österreichisch-US-amerikanischer Architekt und Politiker
- Roger Troutman (1951–1999), Musiker
- Kenny Veal (* 1989), Arena-Football-Spieler
- Scott Walker (1943–2019), Musiker, Sänger und Komponist
- Andrew R. Wheeler (* 1964), Jurist